# Manfred Grieser

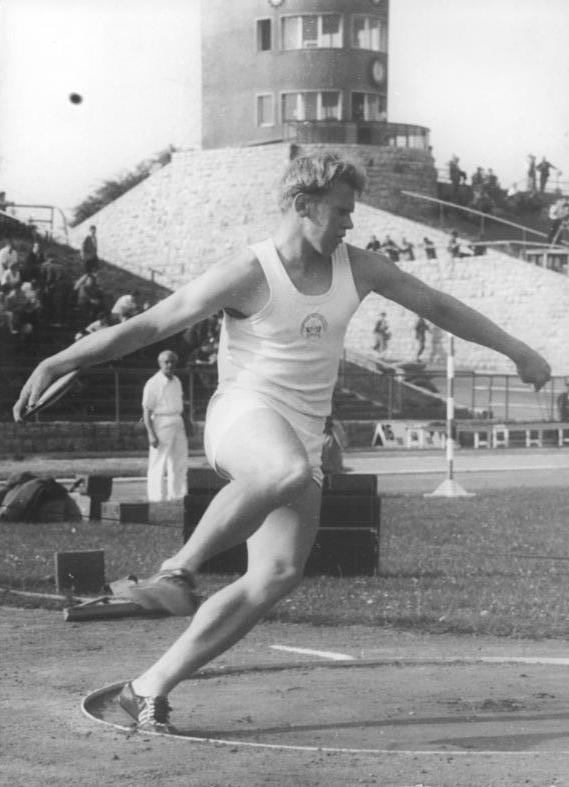
Manfred Grieser wird 1957 DDR-Meister mit dem Diskus

Manfred Klaus Walter Grieser (* 9. Mai 1938 in Bunitz, Kreis Delitzsch) ist ein ehemaliger Leichtathlet, der 1957 und 1959 Meister der Deutschen Demokratischen Republik im Diskuswurf wurde.
Manfred Grieser gewann mit neunzehn Jahren seinen ersten DDR-Meistertitel. Im Oktober 1957 stellte er mit 52,51 m seinen ersten DDR-Rekord auf. 1958 belegte Grieser bei den DDR-Meisterschaften den zweiten Platz hinter Fritz Kühl. Nachdem sich Grieser bereits im April 1959 den DDR-Rekord von Fritz Kühl zurückgeholt hatte, warf er am 1. Mai 1959 in Markranstädt den Diskus auf 53,42 m. Damit übertraf er den von Willy Schröder 1935 aufgestellten gesamtdeutschen Rekord von 53,10 m, der seinerzeit Weltrekord bedeutet hatte. Bis zum 21. Juni 1959 steigerte Grieser noch sechsmal den gesamtdeutschen Rekord und stand Ende Juni bei 55,24 m. Den DDR-Meistertitel gewann Grieser 1959 vor Fritz Kühl und vor Lothar Milde. 1960 unterlag Grieser bei den DDR-Meisterschaften gegen Fritz Kühl. Bei der Qualifikation für die gesamtdeutsche Mannschaft setzten sich Kühl, Grieser und Milde durch und durften zu den Olympischen Spielen 1960 fahren. Dort erreichte Grieser den Vorkampf und rangierte am Ende mit 52,69 m auf dem 16. Platz. 1961 belegte Grieser bei den DDR-Meisterschaften den zweiten Platz hinter Milde, 1962 wurde er Dritter hinter Milde und Kühl. 
Manfred Grieser startete von 1955 bis 1964 für den SC DHfK Leipzig. Er hatte bei einer Körpergröße von 1,81 m ein Wettkampfgewicht von 88 kg. 1962 heiratete Manfred Grieser die Diskuswerferin Irene Schuch, beider Sohn Thomas Grieser wurde 1982 für den SC DHfK Leipzig DDR-Meister mit der 4-mal-400-Meter-Staffel. 
Grieser schloss sein Trainerstudium 1965 ab und arbeitete bis 1977 als Nachwuchstrainer beim SC DHfK. Von 1977 bis 1992 war er als Diplomsportlehrer an der DHfK tätig. Grieser gehörte der Statistiker-Kommission des DVfL an, nach 1990 war er als Statistiker beim Landesverband Sachsen des DLV aktiv. 1990 gehörte Grieser zu den Gründungsmitgliedern der Deutschen Gesellschaft für Leichtathletik-Dokumentation (DGLD), deren Vorsitzender er von 1998 bis 2018 war. Zusammen mit Fritz Steinmetz veröffentlichte Grieser nach 1990 Beiträge zur Geschichte der Deutschen Leichtathletik, wobei Grieser jeweils die Statistiken zur DDR beisteuerte.

## Werke
- Deutsche Rekorde. Entwicklung von 1898 bis 1991. 1992 zusammen mit Fritz Steinmetz
- Im Nationaltrikot. Alle deutschen Leichtathleten in Nationalmannschaften 1896–1992 und alle Länderkampfergebnisse. 1993 zusammen mit Fritz Steinmetz